# 970-es évek
Századok: 9. század – 10. század – 11. század
Évtizedek: 920-as évek – 930-as évek – 940-es évek – 950-es évek – 960-as évek – 970-es évek – 980-as évek – 990-es évek – 1000-es évek – 1010-es évek – 1020-as évek
Évek: 970 971 972 973 974 975 976 977 978 979

## Események
- 972: Géza nagyfejedelem megalapítja a két fejedelmi, majd királyi székhelyet, Székesfehérvárt és Esztergomot

## Születések
- I. István magyar király (†1038)

## Államok vezetői
- Taksony magyar fejedelem (Magyar Fejedelemség) (955–971† )
- Géza magyar fejedelem (Magyar Fejedelemség) (971–997† )